# Jutatip Maneephan
Jutatip Maneephan (Thai: จุฑาธิป มณีพันธุ์, Aussprache: [ʨùtʰaːtʰíp màniːpʰan]; * 8. Juli 1988 in Roi Et) ist eine thailändische Radrennfahrerin und eine der ersten des Landes, die auch international Erfolge erringen konnte.

## Sportliche Laufbahn
2009 gewann Jutatip Maneephan das Straßenrennen der Südostasienspiele in Vientiane. 2010 wurde sie bei den UCI-Bahn-Weltmeisterschaften 2010 Zwölfte im Teamsprint auf der Bahn, gemeinsam mit Chanakan Srichaum, bei den Asienspielen Achte und bei den Asian Cycling Championships 2010 sowie 2011 Dritte im Straßenrennen. 2011 belegte sie bei der Tour of Chongming Island in China als beste Asiatin Platz 20 und bei den Bahn-Weltmeisterschaften in Apeldoorn Rang acht im Teamsprint, gemeinsam mit Wathinee Luekajorh. Bei der nationalen Meisterschaft im Straßenrennen wurde sie im selben Jahr Zweite.
2012 errang Maneephan bei den Asiatischen Radsportmeisterschaften die Bronzemedaille im Straßenrennen, gewann eine Etappe der Tour of Thailand für Frauen und wurde Zweite in der Gesamtwertung der Tour of Zhoushan Island. Im Weltcupetappenrennen Tour of Chongming Island belegte sie in der Gesamtwertung Rang sechs. Sie startete im Straßenrennen der Olympischen Spiele in London, das sie aber nicht beendete. 2013 errang sie bei den Südostasienspielen Silber im Straßenrennen und im Jahr darauf bei den Asienspielen die Goldmedaille im Straßenrennen. 2015 wurde sie zweifache nationale Meisterin, im Straßenrennen sowie zum Einzelzeitfahren. Im Jahr darauf nahm sie am Straßenrennen der Olympischen Spiele in Rio de Janeiro teil, erreichte aber, wie vier Jahre zuvor, nicht das Ziel.
2019 gewann Maneephan die Tour of Thailand und das Rennen Anniversary Cycling Association - The Golden Era Celebration. Im selben Jahr wurde sie zweifache nationale Meisterin auf der Bahn, 2021 ebenfalls. 2022 errang sie den Titel der nationalen Straßenmeisterin. 2025 gewann sie bei den Asienmeisterschaften in Thailand das Straßenrennen der Frauen.

## Erfolge

### Straße
2009
- Südostasienspielesiegerin – Straßenrennen

2010
- Asienmeisterschaft – Straßenrennen

2011
- Asienmeisterschaft – Straßenrennen

2012
- Asienmeisterschaft – Straßenrennen
- eine Etappe Tour of Thailand

2013
- Südostasienspiele – Straßenrennen

2014
- eine Etappe Tour of Thailand
- Südasienspiele – Straßenrennen
- Asienspielesiegerin – Straßenrennen

2015
- Südostasienspielesiegerin – Kriterium
- Thailändische Meisterin – Straßenrennen, Einzelzeitfahren

2016
- Gesamtwertung und zwei Etappen Tour of Udon
- Udon Thani’s Anniversary International Cycling

2018
- zwei Etappen und Punktewertung Tour of Thailand

2019
- Gesamtwertung, Punktewertung und zwei Etappen Tour of Thailand
- eine Etappe und Punktewertung The 60th Anniversary „Thai Cycling Association“
- Anniversary Cycling Association - The Golden Era Celebration

2020
- Thailändische Meisterin – Straßenrennen
- Gesamtwertung und zwei Etappen Tour of Thailand

2021
- eine Etappe Tour of Thailand

2022
- zwei Etappen und Punktewertung Tour of Thailand
- Thailändische Meisterin – Straßenrennen

2023
- Asienmeisterschaft – Straßenrennen
- Südostasienspielesiegerin – Kriterium

2024
- Gesamtwertung, eine Etappe und Punktewertung Tour of Thailand

2025
- Asienmeisterin – Straßenrennen
- eine Etappe Biwase Tour of Vietnam
- Gesamtwertung, drei Etappen und Punktewertung Tour of Thailand

### Bahn
2019
- Thailändische Meisterin – Sprint, 500-Meter-Zeitfahren

2021
- Thailändische Meisterin – Scratch, 500-Meter-Zeitfahren, Teamsprint (mit Supaksorn Nuntana)